# International IMPAC Dublin Literary Award
International IMPAC Dublin Literary Award ("Internationella IMPAC-Dublin-litteraturpriset") är ett pris för skönlitteratur som delas ut årligen i juni sedan 1996. Utmärkelsen kan tilldelas litteratur skriven på engelska eller i engelsk översättning. Priset delas ut av staden Dublin och det privata företaget IMPAC. Prissumman är 100 000 euro och priset administreras av Dublins kommunala bibliotek, som tar emot nomineringar från bibliotek över hela världen. Vinnaren väljs av en internationell domarpanel som byts varje år. Ordförande utan rösträtt är sedan 2004 Eugene R. Sullivan.

## Pristagare
- 1996: David Malouf, Remembering Babylon, Australien
- 1997: Javier Marias, Corazón tan blanco, Spanien
- 1998: Herta Müller, Hjärtdjur (Herztier), Tyskland
- 1999: Andrew Miller, Den sinnrika smärtan (Ingenious Pain), England
- 2000: Nicola Barker, Wide Open, England
- 2001: Alistair MacLeod, Ingen skada skedd (No Great Mischief), Kanada
- 2002: Michel Houellebecq, Elementarpartiklarna (Les Particules élémentaires), Frankrike
- 2003: Orhan Pamuk, Mitt namn är röd (Benim Adım Kırmızı), Turkiet
- 2004: Tahar Ben Jelloun, Denna bländande frånvaro av ljus (Cette aveuglante absence de lumière), Marocko
- 2005: Edward P. Jones, The Known World, Förenta staterna
- 2006: Colm Tóibín, Mästaren (The Master), Irland
- 2007: Per Petterson, Ut och stjäla hästar (Ut og stjæle hester), Norge
- 2008: Rawi Hage, De Niro's Game, Kanada
- 2009: Michael Thomas, Man Gone Down, Förenta staterna
- 2010: Gerbrand Bakker, Boven is het stil, Nederländerna
- 2011: Colum McCann, Världens väldighet (Let the Great World Spin), Irland
- 2012: Jon McGregor, Even the Dogs, Bermuda och Storbritannien
- 2013: Kevin Barry, City of Bohane, Irland
- 2014: Juan Gabriel Vásquez, Ljudet av sådant som faller (El ruido de las cosas al caer),  Colombia
- 2015: Jim Crace, Harvest,  Storbritannien
- 2016: Akhil Sharma, Family Life, Indien
- 2017: José Eduardo Agualusa, En allmän teori om glömska (Teoria geral do esquecimento), Portugal